# UFC 186
UFC 186: Johnson vs. Horiguchi fue un evento de artes marciales mixtas celebrado por Ultimate Fighting Championship el 25 de abril de 2015 en el Bell Centre, en Montreal, Canadá.

## Historia
El evento estelar original contaba con la revancha entre T.J. Dillashaw y Renan Barão por el campeonato de peso gallo. Sin embargo, el 24 de marzo, se anunció que Dillashaw se había lesionado y el combate fue cancelado. Como resultado, el nuevo evento estelar contó con la defensa del campeón del peso mosca Demetrious Johnson frente a Kyoji Horiguchi.
El combate de peso wélter entre Rory MacDonald y Héctor Lombard estaba previsto para este evento. Sin embargo, el 10 de febrero, se anunció que Lombard había dado positivo por sustancias prohibidas en su último combate en UFC 182 y el combate fue cancelado. Como resultado, Lombard fue suspendido por un año y MacDonald se enfrentó a Robbie Lawler por el campeonato de peso wélter en UFC 189.

## Resultados
1. ↑  Por el Campeonato de Peso Mosca de UFC.

## Premios extra
Cada peleador recibió un bono de $50,000.
- Pelea de la Noche: Chad Laprise vs. Bryan Barberena
- Actuación de la Noche: Demetrious Johnson y Thomas Almeida